# ジアス・アルファセ
ジアス・アルファセ(Dias Alface)は、モザンビークの長距離走の選手である。彼は、1980年モスクワオリンピックに男子10,000メートルで出場した。 

## 参照資料
1. ↑  “Dias Alface Olympic Results”.  Sports Reference LLC. 2020年4月17日時点のオリジナルよりアーカイブ。2017年11月15日閲覧。